# Marius Șumudică
Marius Ninel Șumudică (* 4. März 1971 in Bukarest) ist ein ehemaliger rumänischer Fußballspieler und heutiger -trainer. Als Stürmer bestritt er insgesamt 334 Spiele in der rumänischen Divizia A (heute Liga 1), der portugiesischen SuperLiga, der ungarischen Nemzeti Bajnokság und der zyprischen First Division.

## Spielerlaufbahn
Die Karriere von Șumudică begann in seiner Heimatstadt Bukarest bei Sportul Studențesc, wo er im Alter von sieben Jahren mit dem Fußballspielen begann und im Jahr 1988 im Alter von 17 Jahren in den Kader der ersten Mannschaft aufrückte, die seinerzeit in der Divizia A (heute Liga 1) spielte. Am 5. März 1989 kam er im Spiel gegen Inter Sibiu zu seinem ersten Einsatz in der höchsten rumänischen Fußballliga. Ab 1989 kam er zwar bei Sportul zwar regelmäßig zum Einsatz, konnte sich aber – abgesehen von der Saison 1990/91 – nicht über einen längeren Zeitraum als Stammspieler behaupten.
Im Jahr 1992 verließ Șumudică Sportul und wechselte zum Ligakonkurrenten Dacia Unirea Brăila, wo ihm der Durchbruch ebenfalls nicht gelang. Nach einem kurzen Intermezzo bei Corvinul Hunedoara kehrte er in der Winterpause 1993/94 zu Sportul zurück. In der darauffolgenden Spielzeit wurde er Stammspieler und konnte erstmals seine Torjägerqualitäten über einen längeren Zeitraum unter Beweis stellen.
Während Șumudică mit Sportul meist um den Klassenverbleib kämpfte, erhielt er im Jahr 1996 die Gelegenheit, zu einem rumänischen Spitzenklub zu wechseln, als in Rapid Bukarest unter Vertrag nahm. Nachdem er in den Hinrunde 1996/97 nur Ergänzungsspieler war, wurde er zur Rückrunde an Sportul ausgeliehen. Nach der Rückkehr zu Rapid wurde er Stammspieler und errang mit seinem neuen Klub nach der Vizemeisterschaft 1998 die Meisterschaft 1999, wobei er selbst als Sturmpartner von Ioan Viorel Ganea 17 Treffer beisteuern konnte.
Nach diesem Erfolg erhielt Șumudică ein Angebot aus dem Ausland und wechselte zu Marítimo Funchal in die portugiesische Primeira Liga. Dort kam er zwar regelmäßig zum Einsatz, konnte seine Torgefährlichkeit aber nicht wie erwartet unter Beweis stellen, so dass er im Jahr 2001 zu Rapid Bukarest zurückkehrte. Mit Rapid feierte er den Pokalsieg 2002, verließ den Klub aber bereits im selben Jahr wieder, nachdem er sich mit Trainer Mircea Rednic überworfen hatte. Șumudică wechselte nach Ungarn zu Debreceni Vasutas SC. Dort wurde er mit 16 Treffern zu einem der erfolgreichsten Torschützen der Nemzeti Bajnokság und zudem zum besten ausländischen Spieler der Liga gekürt.
Nach eineinhalb Jahren verließ Șumudică Ungarn wieder und schloss sich für sechs Monate dem zyprischen Klub Omonia Nikosia an. Im Sommer 2004 kehrte er nach Rumänien zurück und spielte zunächst in der Liga II bei UTA Arad. Anfang November 2004 löste er seinen Vertrag dort wieder auf und beendete 2005 nach einer kurzen Station bei Gloria Bistrița seine Karriere.

## Trainerlaufbahn
Nach dem Ende seiner aktiven Laufbahn war Șumudică zunächst als Assistenztrainer von Răzvan Lucescu bei seinem früheren Klub Rapid Bukarest tätig, ehe er dort im Jahr 2005 die zweite Mannschaft übernahm. Nach mehreren kurzen Intervallen bei verschiedenen Mannschaften der Liga II wurde er im Januar 2009 Trainer von CSM Ploiești. Nach der Ernennung von Ion Moldovan zum technischen Direktor löste Șumudică am 10. Mai 2009 seinen Trainervertrag auf. Am 6. Juli 2009 wurde er als neuer Trainer von Farul Constanța vorgestellt, nachdem er einen Zweijahresvertrag unterschrieben hatte. Eine erste Entlassung nach der 1:4-Auswärtsniederlage am 3. Oktober 2009 gegen FC Botoșani wurde kurz darauf wieder zurückgenommen, doch nach der 0:1-Pleite am 14. November 2009 bei CSM Râmnicu Sărat musste Șumudică seinen Trainerstuhl bei Farul endgültig räumen.
Im Januar 2010 wurde er Cheftrainer von Gloria Bistrița in der Liga 1. Nachdem er den Klub zum Klassenerhalt geführt hatte, übernahm er zu Beginn der Saison 2010/11 den Ligakonkurrenten Rapid Bukarest. Nach der Heimniederlage vom 29. Spieltag gegen den Tabellenletzten Sportul Studențesc wurde Șumudică am 27. April 2011 entlassen. Am 13. Juli 2011 unterschrieb er einen Vertrag als Cheftrainer von AO Kavala in der griechischen Super League. Nachdem der Verein kurz darauf auf Grund von Spielmanipulationen in der Vorsaison zunächst zum Zwangsabstieg in die Football League verurteilt worden war, löste Șumudică seinen Vertrag wieder auf und heuerte am 11. August 2011 erneut als Cheftrainer bei Astra Ploiești an. Nach zehn Meisterschaftsspielen, in denen Astra ungeschlagen geblieben war, folgte am 27. Oktober 2011 das Aus in der Cupa României 2011/12 durch eine Niederlage gegen den Ortsrivalen Petrolul Ploiești. Drei Tage später wurde Șumudică entlassen, weil er sich geweigert hatte, den Auswechselanweisungen des Mäzens Ioan Niculae zu folgen, die dieser in der Halbzeitpause des Meisterschaftsspiels gegen Rapid Bukarest gegeben hatte. Am 1. November 2011 löste er Daniel Isăilă als Trainer bei FC Brașov ab. Nach einigen enttäuschenden Ergebnissen in der Rückrunde der Saison 2011/12 trennte sich der Verein am 16. April 2012 von Șumudică und verpflichtete am Tag darauf stattdessen Ionuț Badea, der am 13. März 2012 bei Universitatea Cluj zurückgetreten war. Im Sommer 2012 wurde er Cheftrainer des FC Vaslui, wurde aber bereits im September 2012 durch Viorel Hizo ersetzt.
Im November 2012 war Șumudică für ein Spiel Interimstrainer bei Universitatea Cluj, ehe er im Dezember 2012 al-Shaab in den Vereinigten Arabischen Emiraten übernahm. In der Saison 2012/13 erreichte der mit seinem Team den Klassenverbleib. Ende des Jahres 2013 löste er seinen Verein auf dem letzten Platz liegend auf. Im März 2014 verpflichtete ihn CS Concordia Chiajna. Er führte der Klub am Ende der Spielzeit 2013/14 zum Klassenerhalt. Im April 2015 wurde er entlassen, nachdem Concordia auf einen Abstiegsrang gerutscht war. Schon wenige Wochen später übernahm er Astra Giurgiu als Cheftrainer. Mit Astra gewann er die Meisterschaft 2016. Im September 2016 wurde er Ehrenbürger von Giurgiu.
Am 10. Juni 2017 wurde Șumudică Trainer des türkischen Erstligisten Kayserispor. Im Juni 2018 übernahm er das Traineramt bei Al-Shabab in Saudi-Arabien.
Im Juni 2019 wurde er als neuer Trainer des türkischen Erstligisten Gaziantep FK vorgestellt.
Nach einer 1:2-Niederlage gegen Sivasspor am 17. Spieltag der Süper Lig 2020/21, sprach Șumudică vor laufender Kamera davon, dass er mittlerweile Spielprämien seiner Spieler selber bezahle. Er kritisierte außerdem den Vorstand des Vereins und die türkische Medien, welche ihm vorwarfen ein zu hohes Vertragsgehalt zu fordern. Einen Tag später gab Gaziantep FK bekannt, sich einvernehmlich von Șumudică getrennt zu haben.

## Erfolge

### Als Spieler
Rapid Bukarest
- Rumänischer Meister: 1999
- Rumänischer Pokalsieger: 1998, 2002

Marítimo Funchal
- Portugiesischer Pokal-Finalist: 2001

Debreceni Vasutas
- Ungarischer Pokal-Finalist: 2003

### Als Trainer
Astra Giurgiu
- Rumänischer Meister: 2016
- Rumänischer Supercupsieger: 2016
- Rumänischer Pokalfinalist: 2017